# Ulrich Eicke
Ulrich „Uli“ Eicke (* 18. Februar 1952 in Wuppertal) ist ein ehemaliger deutscher Kanute. Er nahm 1976 und 1984 für die Bundesrepublik Deutschland an Olympischen Spielen teil und gewann 41 Deutsche Meistertitel. Eicke begann seine Karriere beim Wuppertaler Kanu Club, während seiner Karriere startete er für den WSV Rheintreue Düsseldorf. Eicke lebt in Düsseldorf.

## Sportlerkarriere
Bei den Olympischen Spielen 1976 in Montreal wurde Ulrich Eicke Achter im Einer-Canadier sowohl über 500 Meter als auch über 1000 Meter. 1977 und 1979 wurde er Weltmeisterschafts-Zweiter über 500 Meter. Nach dem Olympiaboykott 1980 verlor er zeitweilig die Motivation zum Hochleistungssport und konzentrierte sich mehr auf sein Lehramtsstudium.
1983 kehrte Eicke als Weltmeisterschaftsfünfter in die Weltklasse zurück. Bei den Olympischen Spielen 1984 sah sich Eicke nach dem Boykott der Staaten des Warschauer Paktes plötzlich in einer Mitfavoritenposition. Er trat nur über 1000 Meter an und gewann Gold vor dem Kanadier Larry Cain, der über 500 Meter gesiegt hatte. 1985 gewann er noch einmal WM-Silber und beendete seine Karriere. 
Für den Gewinn der Goldmedaille bei den Olympischen Spielen 1984 erhielt er das Silberne Lorbeerblatt.
Mit 41 Deutschen Meistertiteln war er über viele Jahre der national erfolgreichste Kanurennsportler, bis er Ende der 1990er Jahre von Andreas Dittmer übertroffen wurde.

## Funktionen
Von 1984 bis 1991 gehörte Eicke dem Beirat der Aktiven des Deutschen Sportbundes und des Nationalen Olympischen Komitees an. 

## Drachenboot
Eicke gehörte zu den Protagonisten des Drachenbootsports in Deutschland. Nach dem zwischenzeitlichen Aufbau einer Mannschaft in Düsseldorf beteiligte er sich 1991 an der Gründung eines der später erfolgreichsten deutschen Teams, des Drag Attack-Teams Wuppertal und wurde mit diesem 1996 und 1997 Deutscher und Europameister. Seit 1996 ist er an der Organisation der Düsseldorfer Drachenbootregatta beteiligt.

## Berufliche Karriere
Im Anschluss an seinem Olympiasieg versuchte Eicke eine Karriere als Musiker. Sein Titel "Hey, wir sind alle okay" wurde jedoch kein Verkaufserfolg. 
Von 1987 bis 1995 war Ulrich Eicke Leiter des Olympiastützpunktes Köln-Bonn-Leverkusen. Von 1995 bis 2008 war er im Schuldienst und unterrichtete die Fächer Sport und Mathematik. Seit 2006 ist er als Heilpraktiker tätig und arbeitet nach den Grundsätzen der von Walter Packi entwickelten Biokinematik.